# كارل سيمون فرايد
كارل سيمون فرايد (بالألمانية: Carl Fried)‏ هو كاتب طبي ألماني، ولد في 22 يوليو 1889 في بامبرغ في ألمانيا، وتوفي في 2 يونيو 1958 في ساو باولو في البرازيل.